# Playas de El Puertín de Viodo y Llumeres
Las Playas de El Puertín de Viodo y Llumeres son dos playas consecutivas y unidas, pertenecientes al  concejo de Gozón. La playa de Llumares es muy larga, de unos 460 m, y casi lineal y la de El Puertín tiene forma de concha y es pequeña, de unos 60 m de longitud.
En estas playas desemboca el río Barrero siendo la zona «Conjunto Protegido de la antigua mina de Llumeres, que fue una de las principales minas de hierro del Principado en el siglo XIX y principios del siglo XX». Las actividades recomendadas es el buceo, la pesca recreativa a caña y la pesca submarina pero hay que tener en cuenta que estas no se recomiendan en días de fuerte oleaje ya que las aguas se tiñen de color rojizo oscuro debido a la gran cantidad de pequeñas partículas de hierro en suspensión que hay.
Para acceder  las playas hay que tomar la carretera GO-1 en dirección Luanco-Cabo Peñas y se debe tomar la desviación a la derecha que hay en el alto de Bañugues.  Se sobrepasa un área recreativa y se baja a la playa por una pista de hormigón llegando a la playa de Llumeres. Desde aquí se puede visitar la del «Puertín de Viodo» a pie. Hay otro acceso llegando hasta el final del puerto pero no es aconsejable por las dificultades que tiene.